# Georgia nella guerra di secessione americana

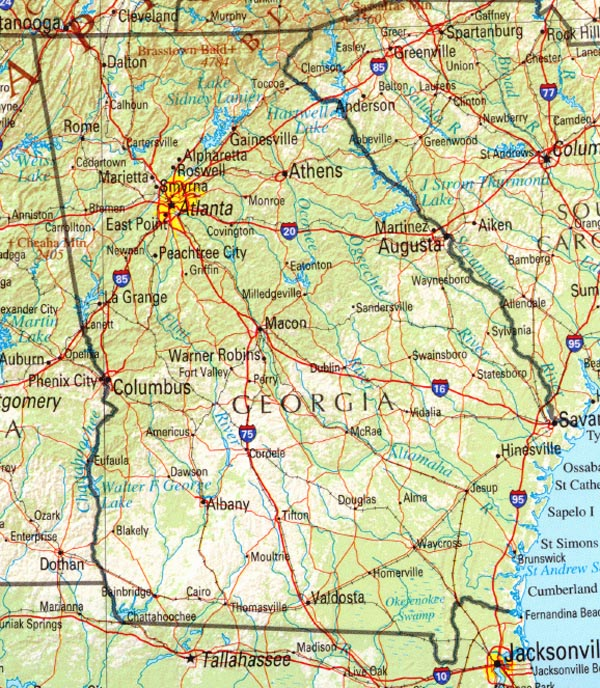
Mappa della Georgia.

La Georgia nella guerra di secessione americana fu uno dei sette Stati federati originari che formarono gli Stati Confederati d'America nel febbraio del 1861, dando così il via alla guerra civile.
Il governatore della Georgia Joseph Emerson Brown avrebbe desiderato che le truppe della milizia locale venissero utilizzate esclusivamente per la difesa del territorio, sfidando in tal modo apertamente il Presidente degli Stati Confederati d'America - il secessionista del Mississippi, Jefferson Davis, il quale voleva invece schierarle anche su altri fronti.
Da quando il blocco dell'Unione cominciò attivamente ad impedire l'esportazione dell'abbondante cotone georgiano in cambio dei principali generi d'importazione di cui necessitava, Brown ordinò allora agli agricoltori di mettersi a coltivare cibo, ma l'interruzione delle maggiori vie di comunicazione impedì il buon funzionamento dei mezzi di trasporto, conducendo rapidamente ad una grave penuria alimentare.
Non si svolsero scontri di una qualche rilevanza almeno fino al settembre del 1863, quando i sudisti, comandati da Braxton Bragg, non sconfissero William Starke Rosecrans alla battaglia di Chickamauga. Nel maggio seguente il generale unionista William Tecumseh Sherman dette inizio alla Campagna di Atlanta; la capitale statale Atlanta venne catturata a settembre, come preludio alla Marcia verso il mare di Sherman.
Quest'ultima in un arco di tempo di sei settimane portò alla distruzione di una buona parte dell'infrastruttura civile della regione interessata, contribuendo ad accorciare notevolmente i tempi del conflitto. Quando le prime notizie sulla marcia raggiunsero l'Armata Confederata della Virginia Settentrionale guidata da Robert Edward Lee interi reggimenti georgiani abbandonarono il campo, reputandosi assai più necessari nei pressi delle loro case venutesi a trovare direttamente minacciate in maniera tanto grave.
La battaglia di Columbus, combattuta ai confini con l'Alabama il 16 aprile del 1865 venne considerata per molto tempo da un certo numero di storici l'ultima autentica battaglia della guerra.

## Secessione

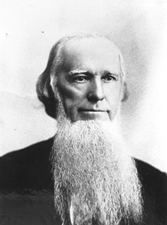
Foto del Governatore della Georgia Joseph Emerson Brown.

Nel dicembre del 1860 il governatore Brown, un appassionato sostenitore della prosecuzione della pratica schiavista e dei cosiddetti "diritti degli Stati" del profondo Sud, ritenne che la vittoria di Abraham Lincoln alle elezioni presidenziali del 1860 - un esponente di punta del nuovo Partito Repubblicano fermamente contrario ad una qualsiasi forma di estensione dello schiavismo nei Territori del West - in qualità di Presidente degli Stati Uniti d'America, avrebbe comportato l'abolizione definitiva della schiavitù in tutti gli Stati Uniti d'America.
Inviterà pertanto accoratamente i georgiani a fare resistenza attiva nei riguardi delle proposte d'intervento antischiaviste, dichiarando che il mancato rispetto di ciò avrebbe condotto direttamente all'emancipazione immediata dei loro schiavi:
(- Joseph E. Brown, corrispondenza, (7 dicembre 1860).)

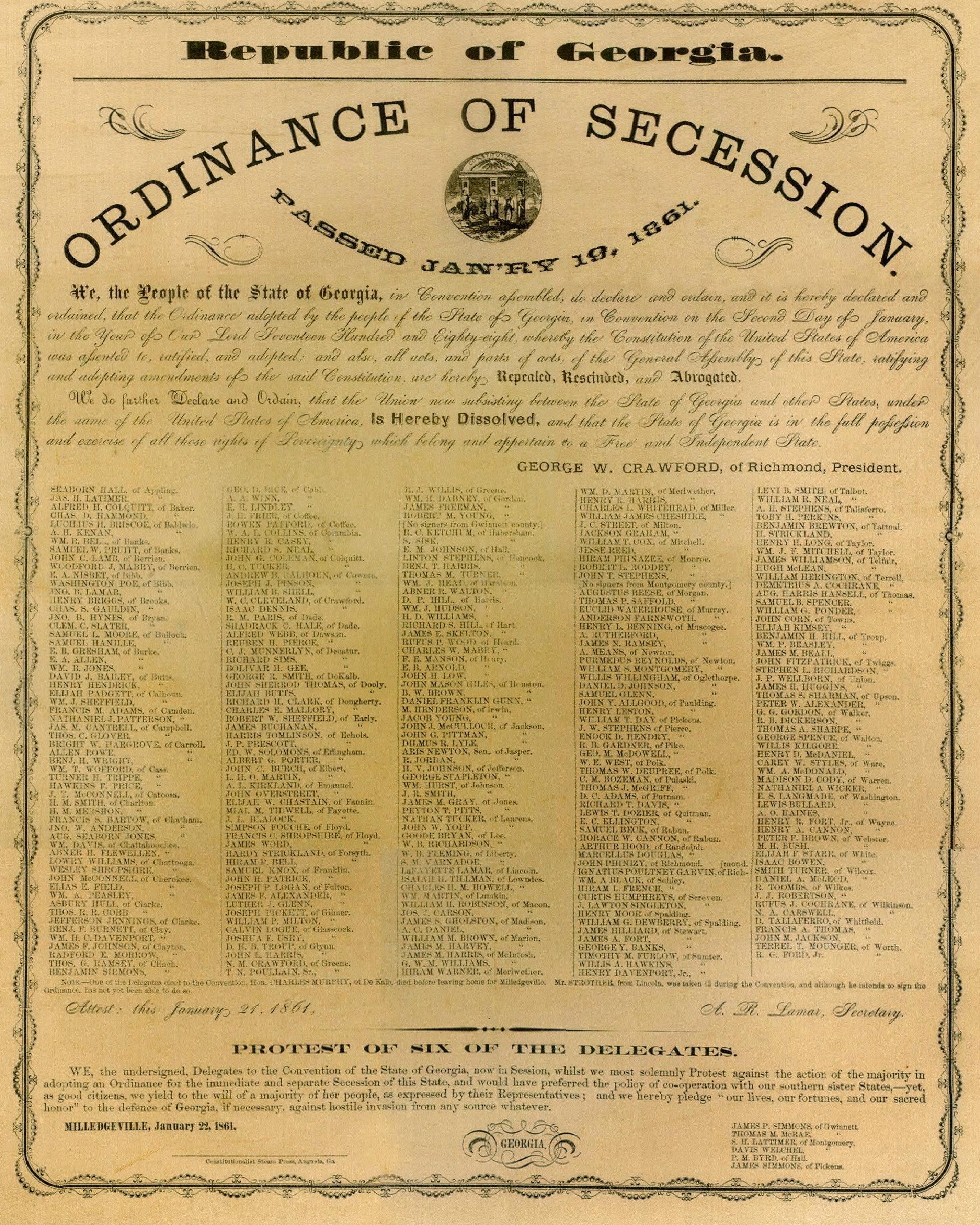
Fasimile dell'Ordinanza di secessione georgiana firmata da 293 delegati nell'allora Campidoglio di Milledgeville (Georgia) il 21 gennaio del 1861.

Nel gennaio successivo la Convention georgiana appositamente indetta emanò un Decreto di secessione, in cui si delineavano le cause che avevano motivato lo Stato a proclamare la propria unilaterale separazione dall'Unione.
Il detto decreto citò poi le opinioni espresse dal Presidente eletto in particolare e quelle del suo schieramento politico in generale contro "il tema della schiavitù africana", oltre che il forte sentimento antischiavista presente sia nella Nuova Inghilterra che negli Stati Uniti nord-occidentali e il sostegno percepito tra i settentrionali fautori dell'abolizionismo negli Stati Uniti d'America per "l'uguaglianza sociale e i diritti civili degli afroamericani" come ragioni più che sufficienti ed abbastanza gravi tanto da spingere la Georgia a dichiarare la propria secessione.
(- Georgia Secession Convention, Georgia Declaration of Causes of Secession, 29 gennaio 1861.)

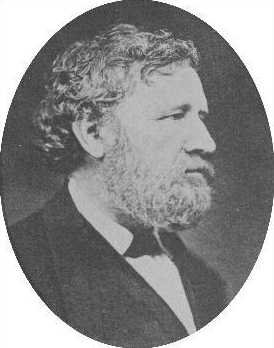
Foto di Henry Lewis Benning.

In un discorso pronunciato a febbraio alla Convention secessionista della Virginia il georgiano Henry Lewis Benning dichiarò esplicitamente che la ragione principale per cui la Georgia si separava - denunciando così l'unità nazionale - era dovuta ad "una profonda convinzione da parte dei legislatori e del popolo georgiano, che una separazione dal Nord è l'unico atto che possa ancora impedire l'abolizione della schiavitù".
Il giurista William Littleton Harris, uno dei commissari secessionisti del Mississippi, raccontò un incontro dell'Assemblea generale della Georgia, secondo cui i Repubblicani avevano l'intenzione di attuare "l'eguaglianza tra le razze bianche e negre"; pertanto la secessione era necessaria per far in modo che gli Stati schiavisti potessero resistere ad un tale progetto.
I leader religiosi contemporanei georgiani sostennero anch'essi la prosecuzione pratica della "peculiare istituzione". Un predicatore condannò ad un tempo Repubblicani e abolizionisti, affermando che le loro opinioni antischiaviste erano contrarie agli insegnamenti della religione cristiana e dichiarando che le idee propagandate da questi gruppi si trovavano ad essere:

## Fronte interno
Il governatore della Georgia Joseph Emerson Brown fu uno dei principali artefici e leader secessionisti e guidò attivamente gli sforzi per far staccare lo Stato dall'Unione e portarlo dentro la Confederazione. Fedelissimo sostenitore dei "diritti degli Stati", giunse a sfidare le politiche di guerra attuate dal Governo confederato resistendo al suo progetto militare sulla coscrizione e cercò il più possibile di mantenere il maggior numero di soldati entro i confini statali per poter "combattere le forze degli invasori".
Brown sfidò e contestò apertamente le richieste della Presidenza di Jefferson Davis di rifornire l'esercito confederato, impegnato su altri fronti, di merci, soldati e schiavi da impiegare prima in qualità di lavoratori di fatica e poi addirittura come truppa armata; diversi altri governatori ne seguiranno l'esempio.
Nel corso del conflitto la Georgia impegnò approssimativamente quasi 100.000 uomini ed avrà più di 18.000 morti in combattimento. Secondo il Censimento del 1860 vi erano 1.082.757 abitanti, di cui 620.527 liberi e 462.230 schiavi. Nonostante l'avvenuta secessione, molti abitanti delle regioni della Georgia settentrionale rimarranno in buona parte fedeli all'Unione. 

### Unionismo
Più di 5.000 georgiani servirono tra le file dell'esercito dell'Unione in unità militari terrestri come il 1º Battaglione di fanteria della Georgia, il 1º Reggimento di cavalleria dell'Alabama e in un certo numero di reggimenti approntati dal Tennessee orientale.

Localizzazione della Contea di Rabun.

La Contea di Rabun in particolare, che non proclamò mai la propria separazione dall'Unione, rimase fedele alla Presidenza di Abraham Lincoln e venne descritta come "un'unità del fronte interno georgiano in lotta contro la secessione". Uno dei residenti della Contea ebbe l'occasione di raccontare nel 1865 che:
aggiungendo che
Le linee di demarcazione però non furono spesso così chiare come potevano apparire a Rebun in questo lasso di tempo.

Localizzazione della Contea di Fannin.

Nel suo libro del 2006 intitolato A Separate Civil War: Communities in Conflict in the Mountain South l'autore Jonathan Dean Sarris esamina le esperienze belliche della Contea di Fannin e della Contea di Lumpkin; in questi due casi le fazioni unioniste e confederate si combatterono brutalmente armi alla mano sui Monti Blue Ridge - in quello che fu un vero e proprio fronte interno - per l'intero periodo in cui durò il conflitto.
Sarris sostiene che esisteva una "complessa rete di lealtà locali, regionali e nazionali che collegava tra loro le società montane pre-industriali" e che proprio il mantenimento della loro fedeltà alla nazione fu uno dei principali fattori che determinarono le inclinazioni di questi centri urbani montani.

Localizzazione della Contea di Polk (Tennessee).

Il massacro di Madden Branch, avvenuto nella Contea di Polk (Tennessee), agli estremi confini Nord-georgiani, fu solo una delle numerose atrocità che furono commesse mentre le contee montane si suddividevano in fazioni pro e anti confederate.
Qui, il 29 novembre del 1864, sei georgiani che stavano cercano di arruolarsi nell'Armata del Tennessee unionista - Thomas Bell, Harvey Brewster, James T. Hughes, James B. Nelson, Elijah Robinson, Peter Parris e Wyatt J. Parton - vennero sommariamente condannati e trucidati dal famigerato comandante della guerriglia filo-sudista bushwhackers John P. Gatewood: "la bestia dai capelli lunghi e dalla barba rossa della Georgia".
Mentre era per lo più concentrato nelle montagne e nelle grandi città, l'unionismo nella Georgia non rimase tuttavia limitato solamente a quelle regioni, ma poteva essere ritrovato anche in altre aree di tutto lo Stato.

### Carenza di approvvigionamenti
A partire dall'estate del 1861 il blocco dell'Unione interruppe virtualmente l'esportazione di fibra di cotone e qualsiasi importazione di prodotti dell'attività manifatturiera; la Marina unionista iniziò a vigilare in maniera sempre più serrata le coste. Gli approvvigionamenti alimentari, che solitamente giungevano tramite le rete ferroviaria dagli Stati federati del Nord, vennero bloccati.
I dirigenti politici a questo punto chiesero ai grandi proprietari schiavisti di piantagione di cominciare a coltivare più cibo al posto del cotone; ma questi rifiutarono, in quanto credevano che l'Unione non avrebbe voluto o in ogni caso non sarebbe stata in grado di combattere per un lungo periodo di tempo.
I piantatori intravidero poi con una certa soddisfazione aumentare i prezzi del cotone nel continente europeo e si attendevano che le grandi potenze d'oltreoceano sarebbero sicuramente intervenute presto nel conflitto, quantomeno per rompere il blocco navale. L'Assemblea legislativa impose quindi delle quote nella produzione cotoniera e fece diventare un crimine il suo eccesso, ma la penuria di cibo continuò inesorabilmente a peggiorare, soprattutto nei centri urbani.
In più di una dozzina di casi esemplari in tutto lo Stato le donne bianche povere presero a sottoporre i negozi a saccheggio, sequestrando così i carri dei rifornimenti per procurarsi generi di prima necessità come la pancetta affumicata, il mais, la farina e il filato di cotone: il tutto evolvette in una situazione di grave disordine pubblico, mano a mano che le richieste si facevano sempre più pressanti.
In alcuni casi gli stessi eserciti confederati si appropriarono forzatamente del cibo e delle forniture, sia dai contadini georgiani che da quelli della Carolina del Sud; il governatore della Georgia lamentò che tali sequestri di cibo "fossero stati particolarmente rovinosi per il popolo della parte nordorientale dello Stato".
A mano a mano che le condizioni interne peggioravano ulteriormente a causa della guerra, la situazione divenne del tutto insostenibile, con torme di soldati georgiani che abbandonavano le file delle armate sudiste per tornare a occuparsi in prima persona delle proprie fattorie semi-abbandonate e delle famiglie sofferenti.

### Diserzione e resistenza unionista
Con l'evolvere della guerra alcuni georgiani si unirono in gruppi di "resistenza" alle autorità confederate; un certo numero di loro erano unionisti per intima convinzione, mentre altri erano solamente anti-confederati a causa della politica assunta nei confronti della coscrizione obbligatoria dell'amministrazione sudista. Bande di disertori vennero costituite da coloro che avevano abbandonato l'esercito confederato; poi vi furono coloro che evitarono la chiamata alle armi nascondendosi in montagna.

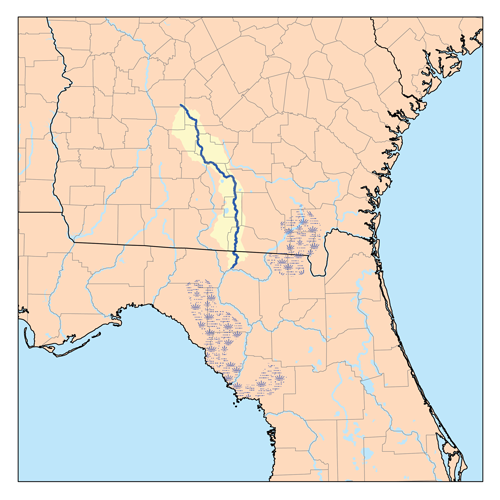
Il corso dell'Alapaha River.

I georgiani filo-sudisti etichettarono dispregiativamente tali gruppi come Tories (lealisti), composti da disertori ed evasi di prigione dopo essere stati condannati per il loro rifiuto d'imbracciare le armi contro l'Unione. Le zone montagnose della Georgia settentrionale furono un luogo privilegiato in cui operavano una buona parte di queste bande. Altri si stabilirono invece all'interno delle paludi dell'Alapaha River nella contea di Berrien, nella Contea di Coffee, nella Contea di Echols e nella Contea di Irwin.

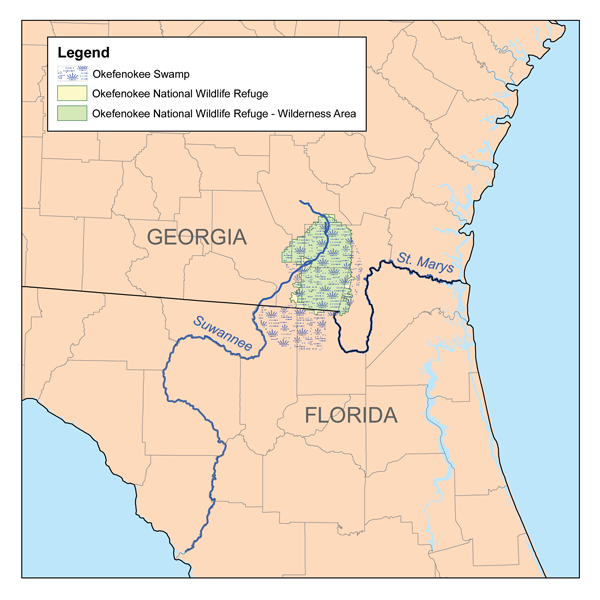
Localizzazione della palude di Okefenokee.

La palude di Okefenokee fu un altro territorio occupato da diverse forze anti-confederate durante gli anni del conflitto. Black Jack Island e Soldiers Camp Island furono due dei luoghi all'interno della "Grande palude" dove oltre un migliaio di disertori vennero segnalati per essersi nascosti nell'intento di evitare l'arruolamento.
Nel 1864 la regione del Wiregrass non era più completamente controllata dal governo sudista a causa delle innumerevoli bande di disertori ivi operanti.

Localizzazione della Contea di Dodge.

Nello stesso periodo anche le zone rurali e più difficilmente raggiungibili della Contea di Pulaski, della Contea di Montgomery e della Contea di Telfair nell'area del "Gum Swamp Creek" nell'odierna Contea di Dodge erano finite per diventare sede di altrettanti gruppi del tutto simili.

### Dibattito sull'uso degli schiavi come soldati

La bandiera della Georgia secessionista.

Verso la fine della guerra, quando venne suggerito che gli Stati Confederati d'America avrebbero potuto utilizzare gli schiavi come soldati, molti giornali - come l'Atlanta Southern Confederacy di Macon - si opposero con veemenza all'idea di vedere gli uomini di colore armati nell'esercito confederato, affermando che ciò sarebbe stato del tutto incongruo con gli obiettivi e le opinioni sudiste in merito agli afroamericani e allo schiavismo.
Il quotidiano dichiarò che fare uso di uomini di colore in qualità di soldati si sarebbe rivelato fonte di serio imbarazzo per i confederati bianchi e i loro familiari, concludendo che anche se gli afroamericani avrebbero dovuto essere impiegati nel "lavoro da schiavi", non avrebbero altresì mai potuto essere usati come soldati in armi, sostenendo che:
(- Atlanta Southern Confederacy, (20 gennaio 1865), Macon, Georgia.)
I secessionisti georgiani come Thomas Howell Cobb sostennero in pieno il punto di vista della stampa, affermando che i confederati che usavano i soldati negri erano dei "suicidi" e che sarebbe inoltre stato del tutto contrario all'ideologia confederata. Opponendosi ad una tale mossa Cobb dichiarò che gli afroamericani erano totalmente inaffidabili e che in forma innata non possedevano in alcun modo le qualità per essere dei buoni soldati. Usarli in tal maniera avrebbe pertanto costretto molti bianchi a lasciare a loro volta l'esercito:
(- Howell Cobb, lettera a James A. Seddon, (gennaio 1865).)
Nonostante queste proteste il 13 marzo del 1865 - ma oramai era troppo tardi - il Congresso confederato fece approvare un disegno di legge per la raccolta di truppe da immettere nella linea del fronte, tra la popolazione schiava. Alla metà di aprile a Macon avevano già cominciato a essere istituite alcune stazioni di reclutamento: i risultati ottenuti da questi sforzi rimangono sconosciuti.

L'interno della prigione di Andersonville. Il suo comandante, il Capitano Henry Wirz, fu l'unico soldato della guerra civile giustiziato tramite impiccagione per crimini di guerra.

## Operazioni militari
Il territorio georgiano rimase relativamente libero dalla guerra almeno fino alla seconda metà del 1863. In totale all'incirca 500 battaglie e scaramucce si verificarono all'interno dello Stato, la maggioranza delle quali nel corso degli ultimi 2 anni del conflitto. Il primo grande scontro campale svoltosi nella Georgia fu la battaglia di Chickamauga, l'ultima grande vittoria confederata nel Teatro Occidentale.
Nell'anno seguente gli eserciti del generale unionista William Tecumseh Sherman presero a penetrare come parte della Campagna di Atlanta; gli si contrappose Joseph Eggleston Johnston, che s'impegnò in una serie di scontri il più grande dei quali fu la battaglia di Kennesaw Mountain, cercando di rimandare il più possibile l'avanzata federale mentre nel contempo si ritirava verso Atlanta.
Il suo sostituto - Johnston - venne infine sollevato dall'incarico dal presidente degli Stati Confederati d'America in persona per "troppa esitazione". John Bell Hood tentò diversi contrattacchi infruttuosi sia con la battaglia di Peachtree Creek che con la battaglia di Atlanta; ma Sherman entrò nella città il 2 di settembre.

Localizzazione di Atlanta.

### Campagna di Atlanta
Il Maggior generale unionista avviò la propria campagna dalle vicinanze di Chattanooga a partire dal maggio del 1864, senza incontrare forte resistenza da parte di Johnston. L'armata confederata del Tennessee ripiegò sempre più verso Atlanta di fronte alle successive manovre di fiancheggiamento dell'armata di Sherman.
A luglio Jefferson Davis sostituì Johnston con il più aggressivo Hood, il quale iniziò a sfidare in campo aperto l'esercito dell'Unione in tutta una serie di tanto inutili quanto dannosi attacchi frontali. Alla fine i sudisti si trovarono sotto stato d'assedio fino a quando Atlanta cadde, preparando così la scena successiva per la Marcia verso il mare di Sherman e affrettando in tal maniera la fine della guerra e la vittoria totale della Presidenza di Abraham Lincoln.

### Marcia verso il mare
Così cantavamo in coro da Atlanta al mare.»
Nel novembre del 1864 Sherman alleggerì le proprie forze di tutti i beni non strettamente necessari (innanzitutto tagliandosi le oramai lunghissime linee di approvvigionamento), mettendo a ferro e fuoco Atlanta dopo averne ordinato l'evacuazione ai suoi abitanti ed averla trasformata in un campo militare.
Si dette quindi il via alla celeberrima "marcia verso il mare", vivendo di ciò che il terreno offriva, uccidendo il bestiame e liberando gli schiavi: migliaia di questi ultimi lo seguirono mentre entrava a Savannah il 22 di dicembre.

Localizzazione di Savannah (Georgia).

Dopo la perdita di Atlanta il governatore della Georgia ritirò la milizia statale dalle forze regolari confederate impegnate nel Teatro Orientale contro Ulysses S. Grant per cercare di salvare quello che rimaneva dei raccolti atti a rifornire gli abitanti e i militari. Questi miliziani non si azzardarono mai a cercare di fermare l'avanzata unionista.

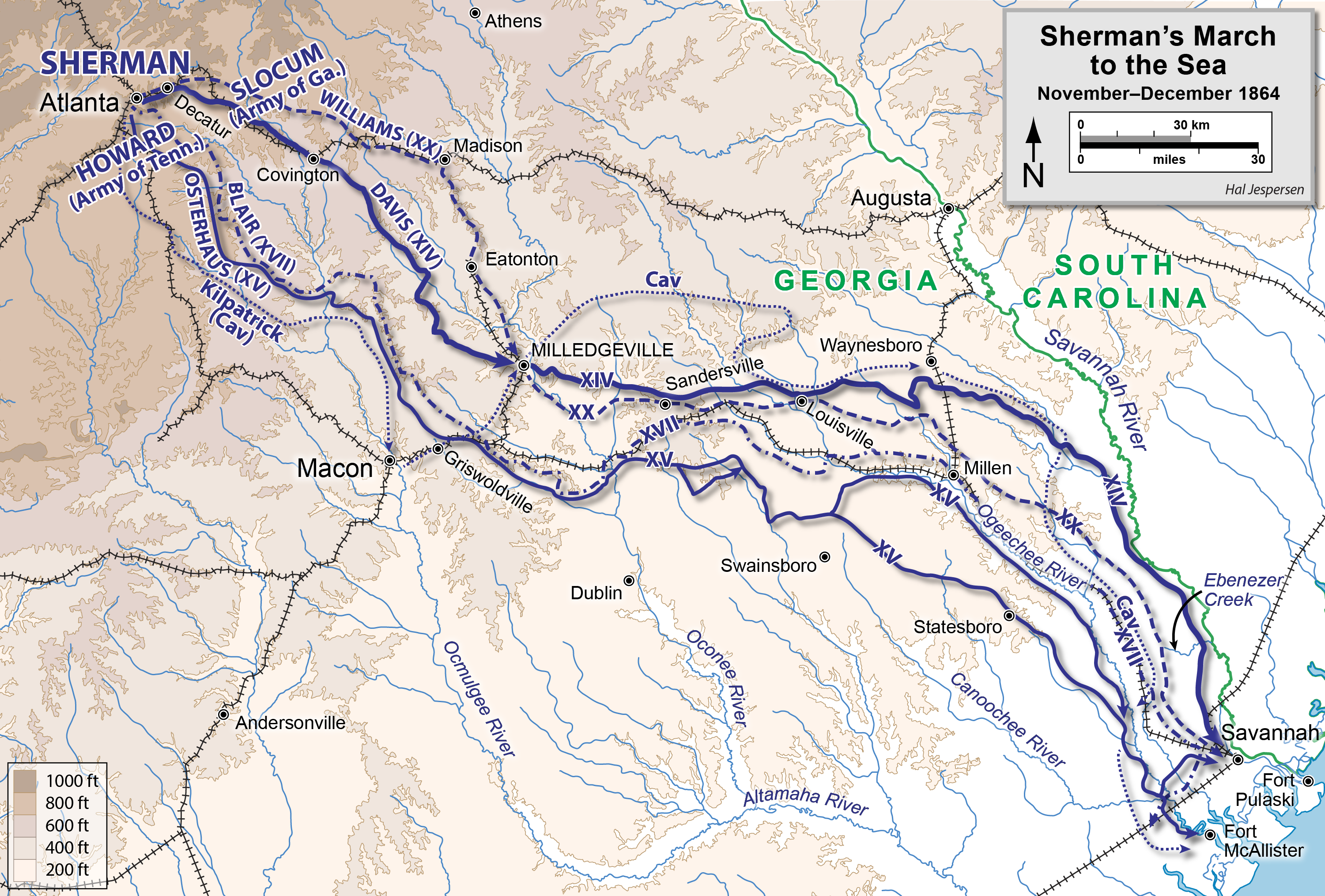
Schema dell'inarrestabile Marcia verso il mare di Sherman (novembre-dicembre 1864) predisposta su tre direttrici.

La marcia di Sherman risultò devastante sia per la Georgia in particolare che per la Confederazione in generale, in termini di economia e soprattutto di guerra psicologica.
Lo stesso comandante nordista stimerà in seguito che la campagna aveva inflitto 100 milioni di dollari (corrispondenti a $ 1,4 miliardi nel 2012) in danni materiali, circa 1/5 dei quali "riutilizzato a nostro vantaggio": il rimanente fu "distruzione".
L'esercito unionista mise fuori uso 480 km di tratta ferroviaria, numerosi ponti e miglia di linee telegrafiche; s'impossessò di 5.00 cavalli, 4.00 muli e 13.00 capi di bestiame; confiscò 9,5 milioni di libbre di mais e 10.5 milioni di foraggio, distruggendo in massa le sgranatrici di cotone e i mulini per la sua raccolta e prima lavorazione.
La tecnica della terra bruciata si estese inevitabilmente anche ai civili. Già a luglio venne ordinato per circa 400 operai della fabbrica di Roswell (Georgia) - per lo più donne inserite nella forza lavoro - l'arresto immediato con l'accusa di tradimento nei confronti dell'Unione: furono spedite come di prigionieri di guerra a Nord assieme con i loro figli. Alcune prove attesterebbero che solo una parte minoritaria di queste donne e bambini tornarono alle proprie case al termine del conflitto.

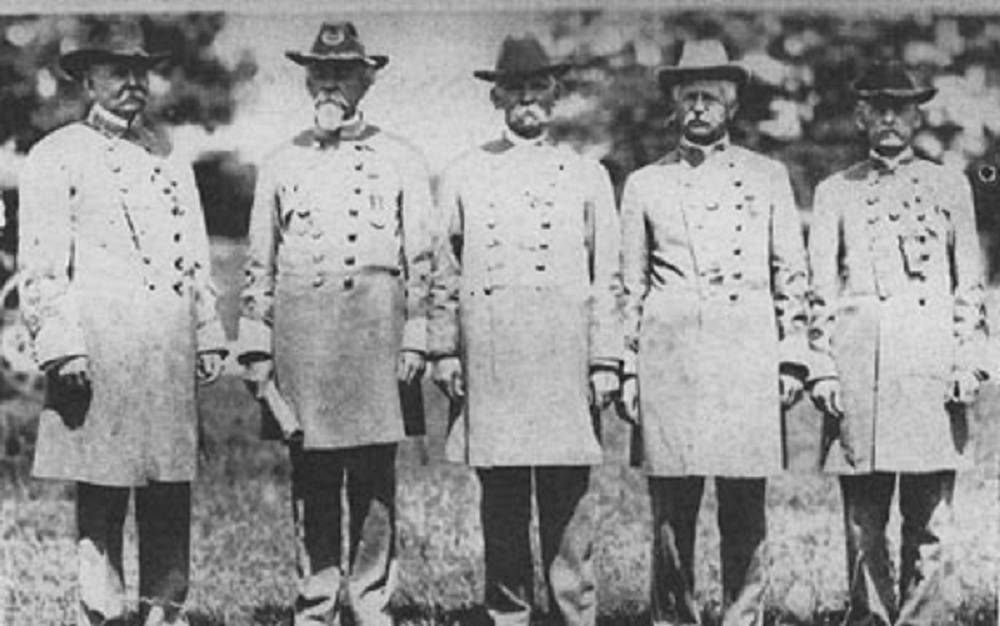
Riunione dei veterani sudisti georgiani di James Henderson Blount nel 1912.

Il ricordo della marcia annientatrice di Sherman divenne rapidamente iconica e centrale per la creazione del mito della causa persa confederata da parte dei Neo-confederati. L'evento farà da scenografia all'opera di Margaret Mitchell del 1936 intitolata Via col vento e della successiva trasposizione cinematografica del 1939, Via col vento.
Il fatto più importante descritto fu rappresentato dalle molte "storie di salvezza", che non dicevano che cosa l'esercito di Sherman distrusse, bensì quello che sarebbe stato salvato grazie alla prontezza e all'astuzia delle donne georgiane operanti sul fronte interno, o infine dall'apprezzamento dei soldati nordisti nei riguardi della bellezza delle abitazioni e delle vaste proprietà terriere schiaviste e sul fascino espresso dalle donne meridionali.

### Conclusione del conflitto
Nel dicembre del 1864 Sherman giunse a Savannah senza incontrare alcuna seria resistenza, prima di lasciare il territorio georgiano a gennaio per dare il via alla Campagna delle Caroline; continuarono tuttavia ad accendersi ancora diversi piccoli scontri anche dopo la sua partenza.
Il 16 aprile del 1865 la battaglia di Columbus venne combattuta al confine con l'Alabama. Nel 1935 l'Assemblea legislativa statale dichiarò ufficialmente questo confronto armato come "l'ultima battaglia della guerra tra gli Stati".

## Leaderstatali

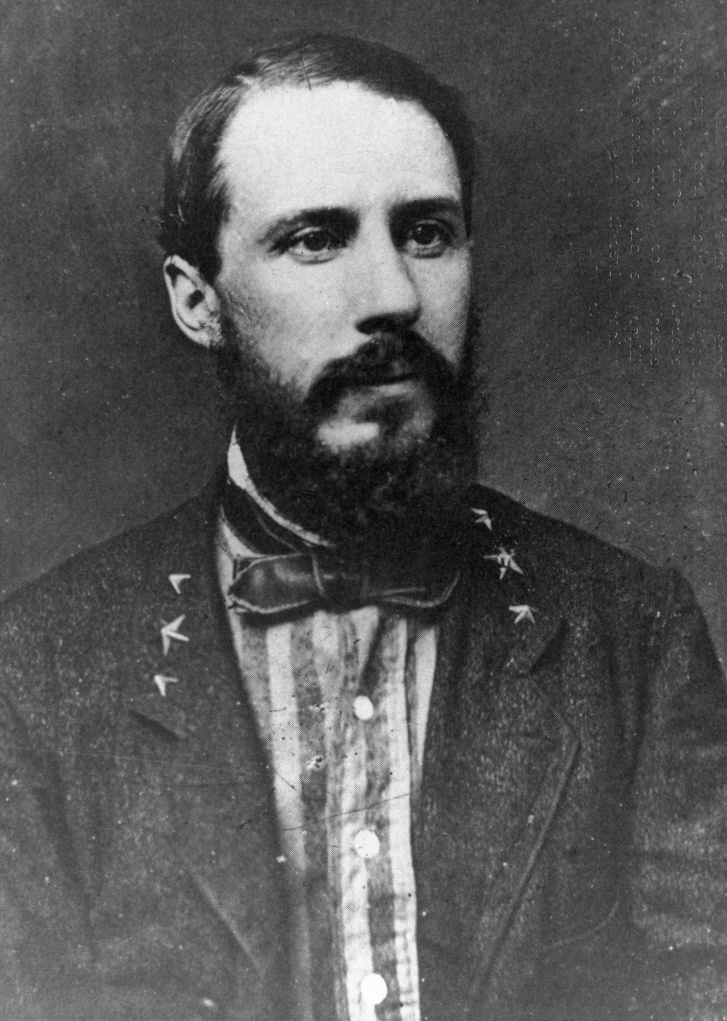
Edward Porter Alexander
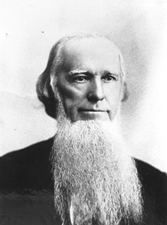
Joseph E. Brown
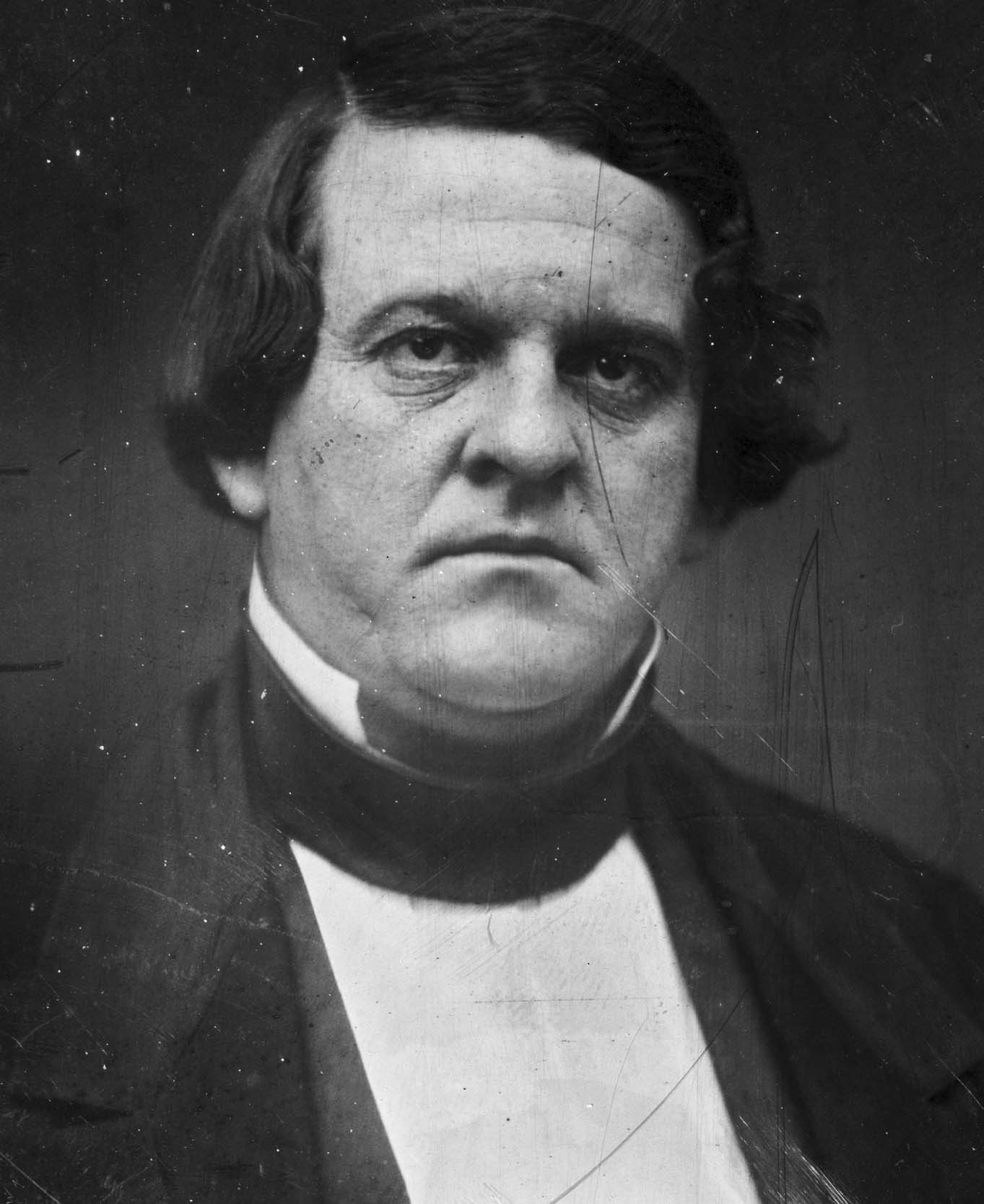
Howell Cobb
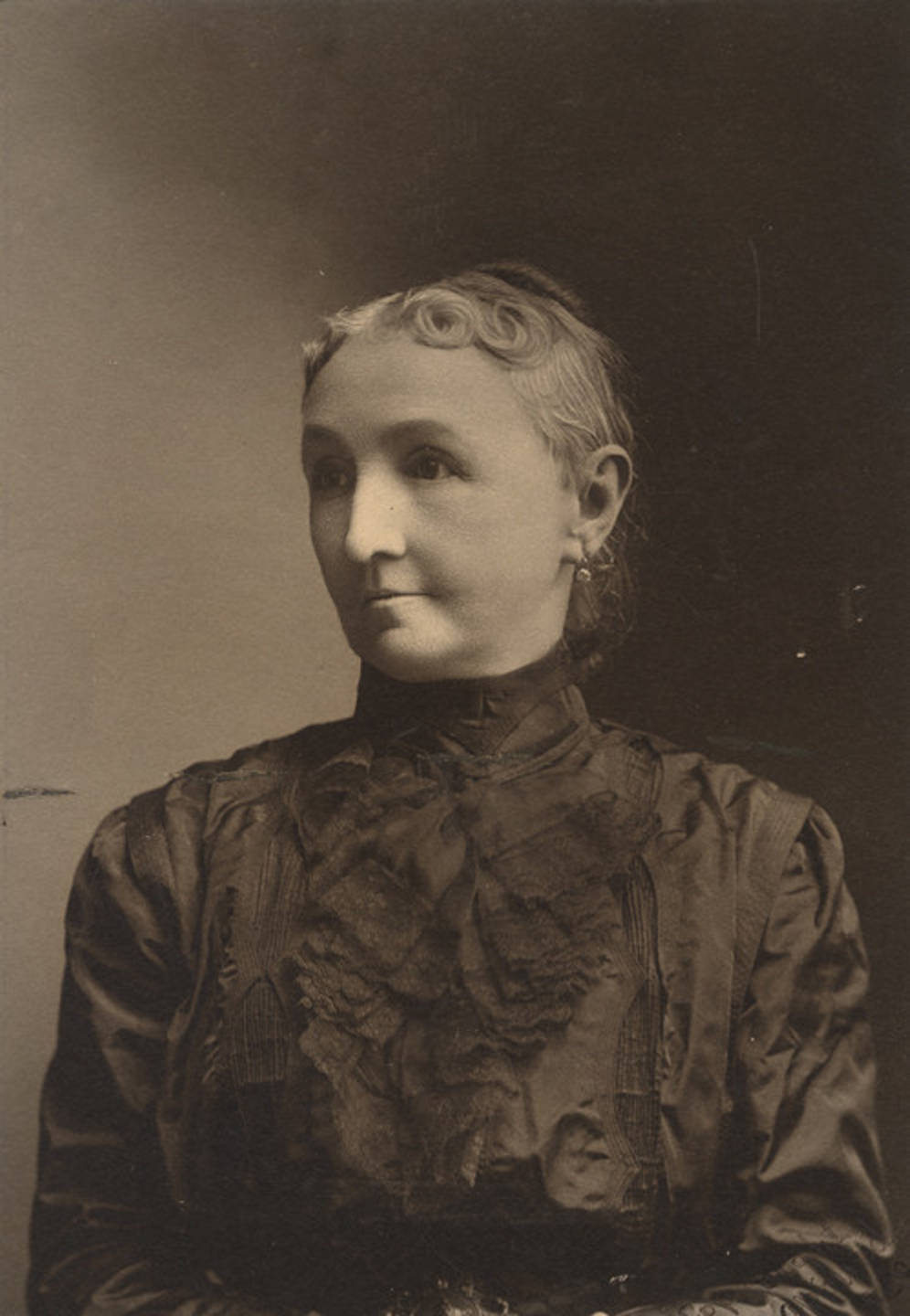
Augusta Evans Wilson
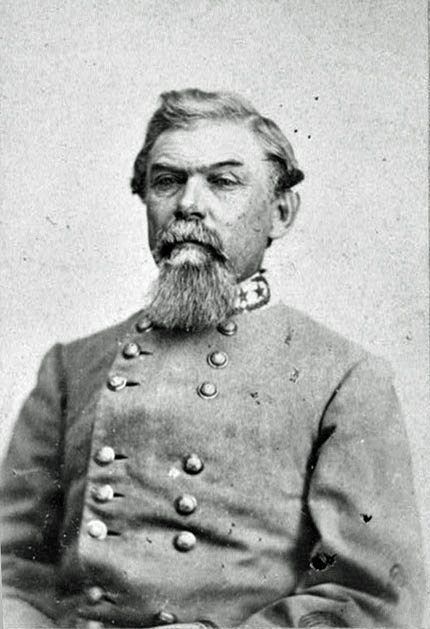
William Joseph Hardee
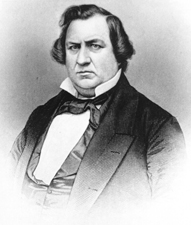
Herschel V. Johnson
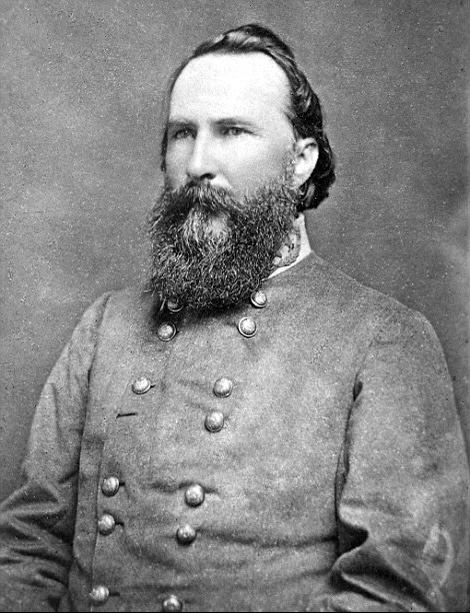
James Longstreet
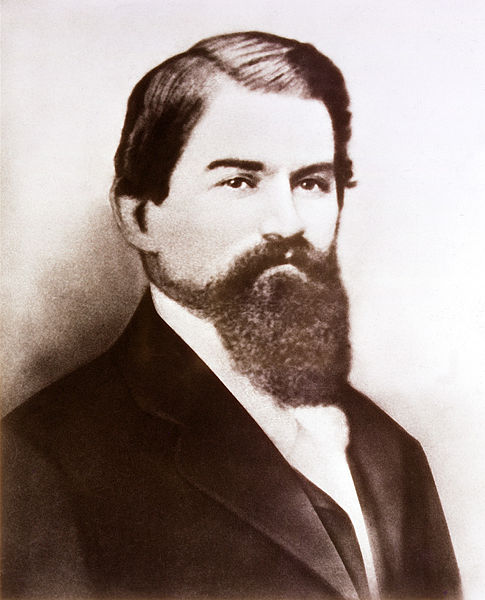
John Pemberton
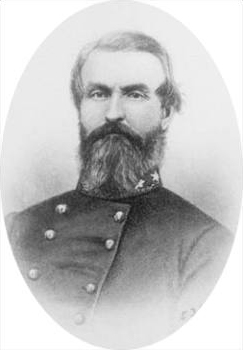
Paul Jones Semmes
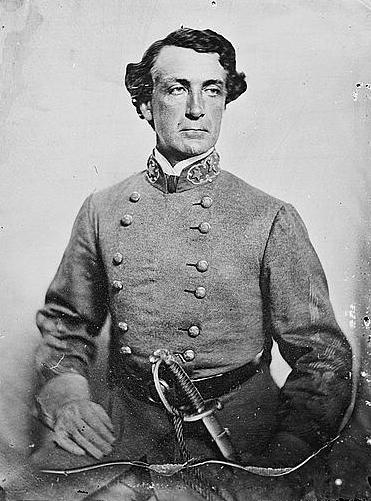
Martin Luther Smith
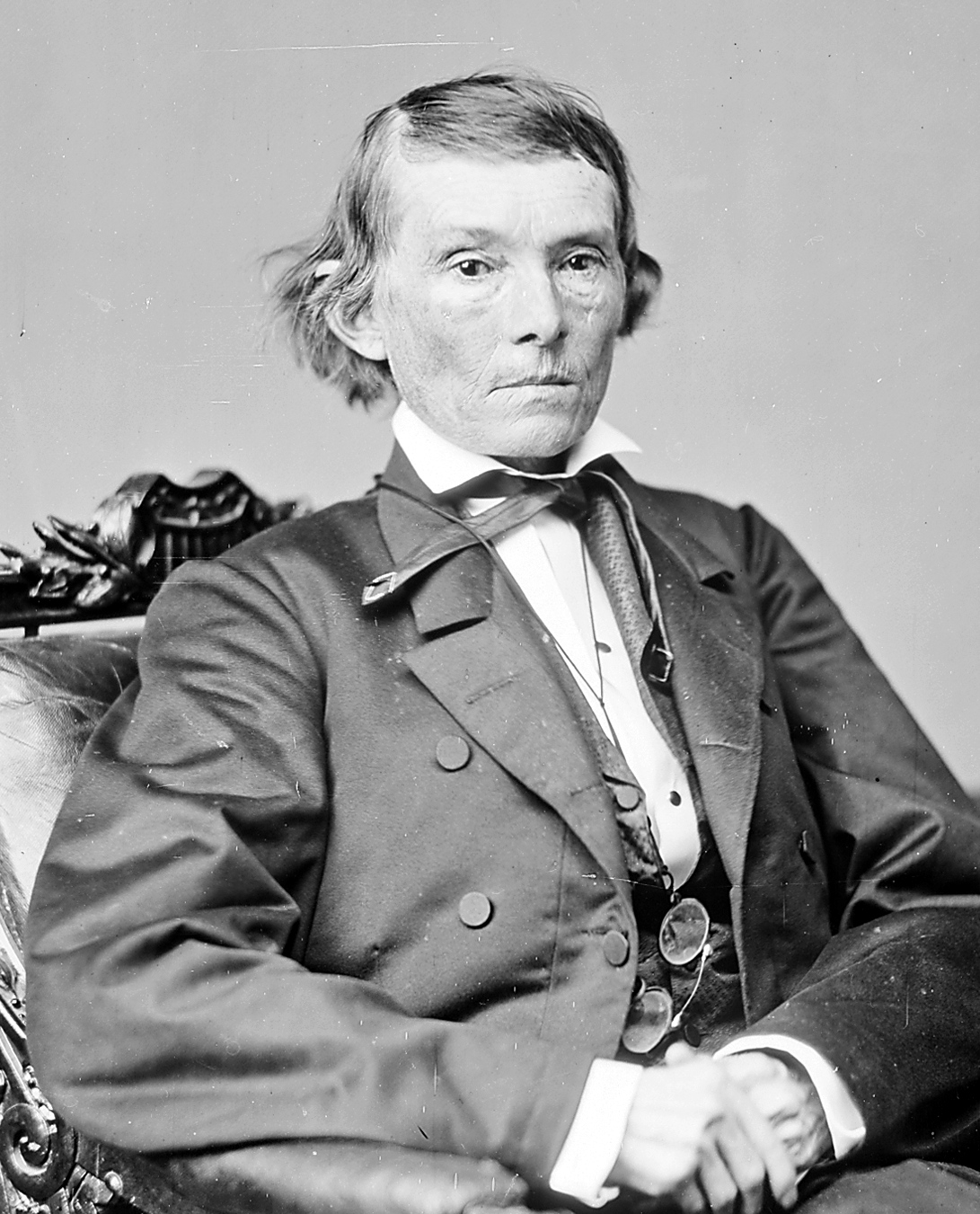
Alexander Hamilton Stephens
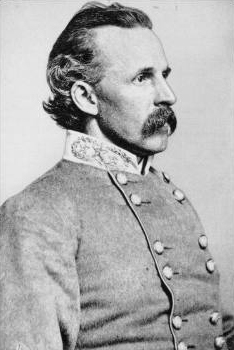
Edward Lloyd Thomas
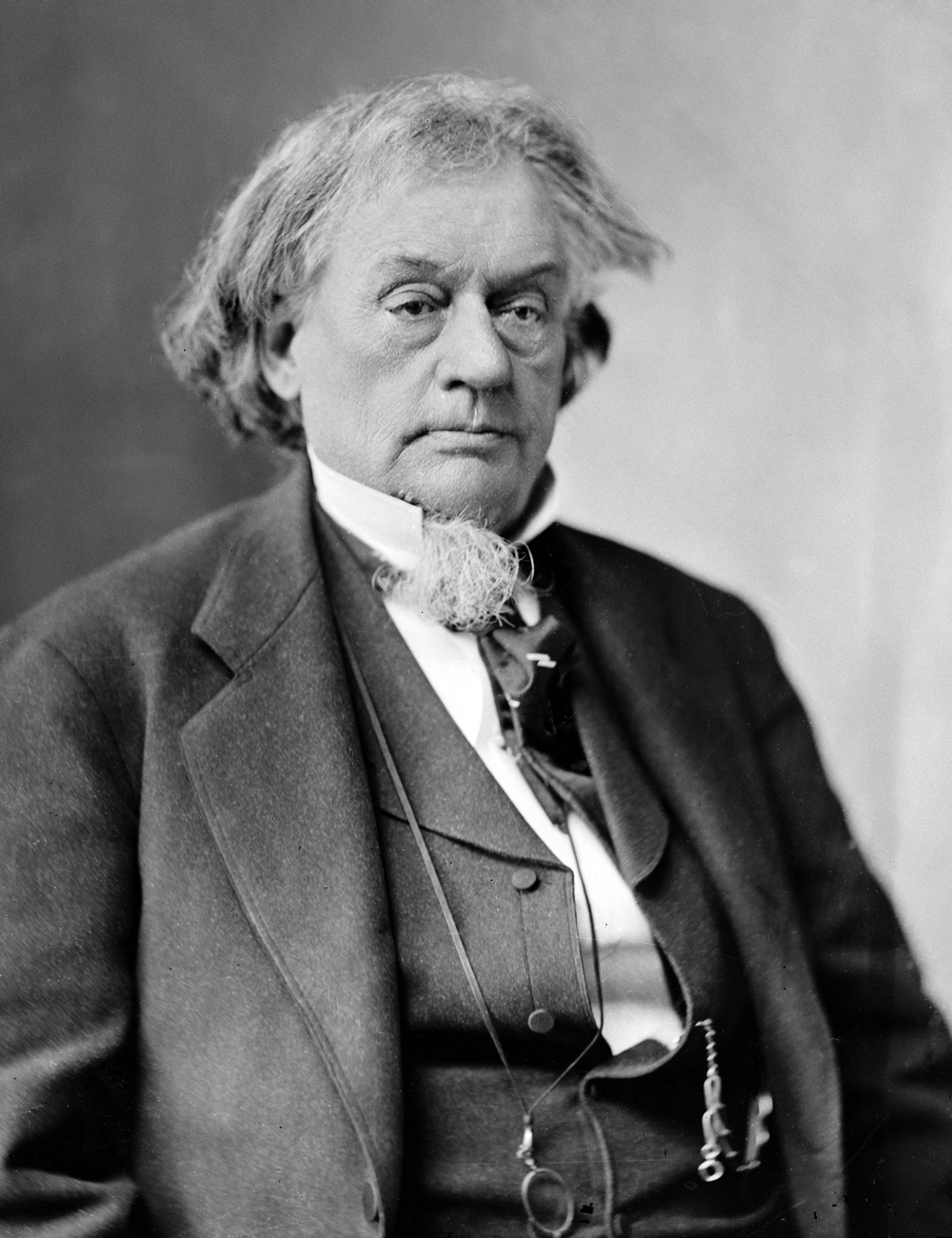
Robert Augustus Toombs
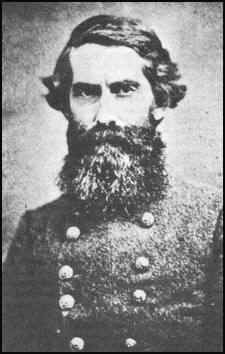
William Henry Talbot Walker
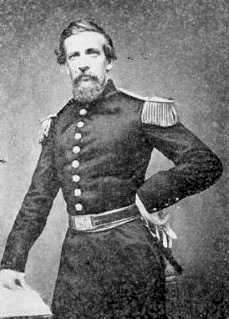
John Stevens Bowen
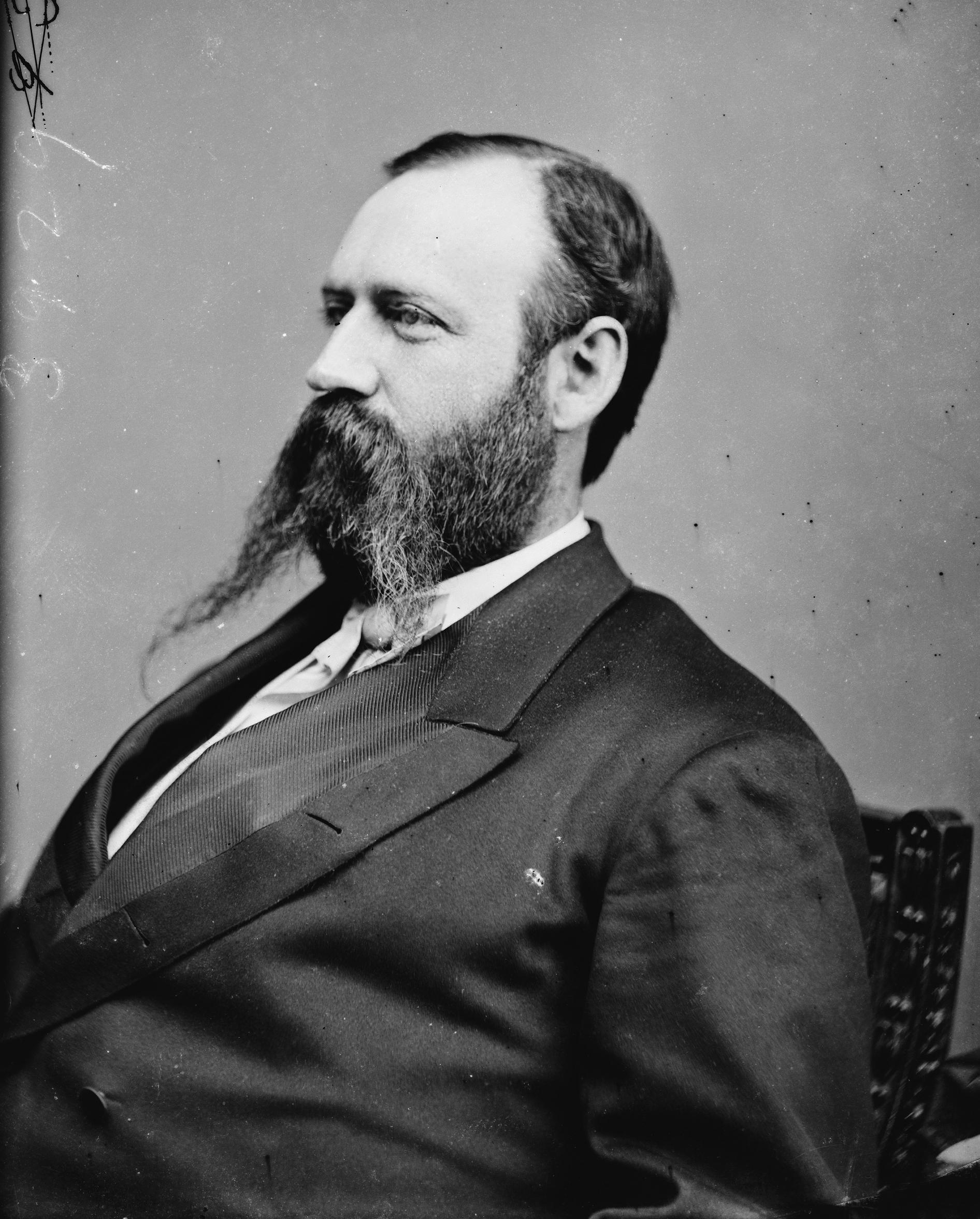
Rufus Bullock

## Riammissione nell'Unione

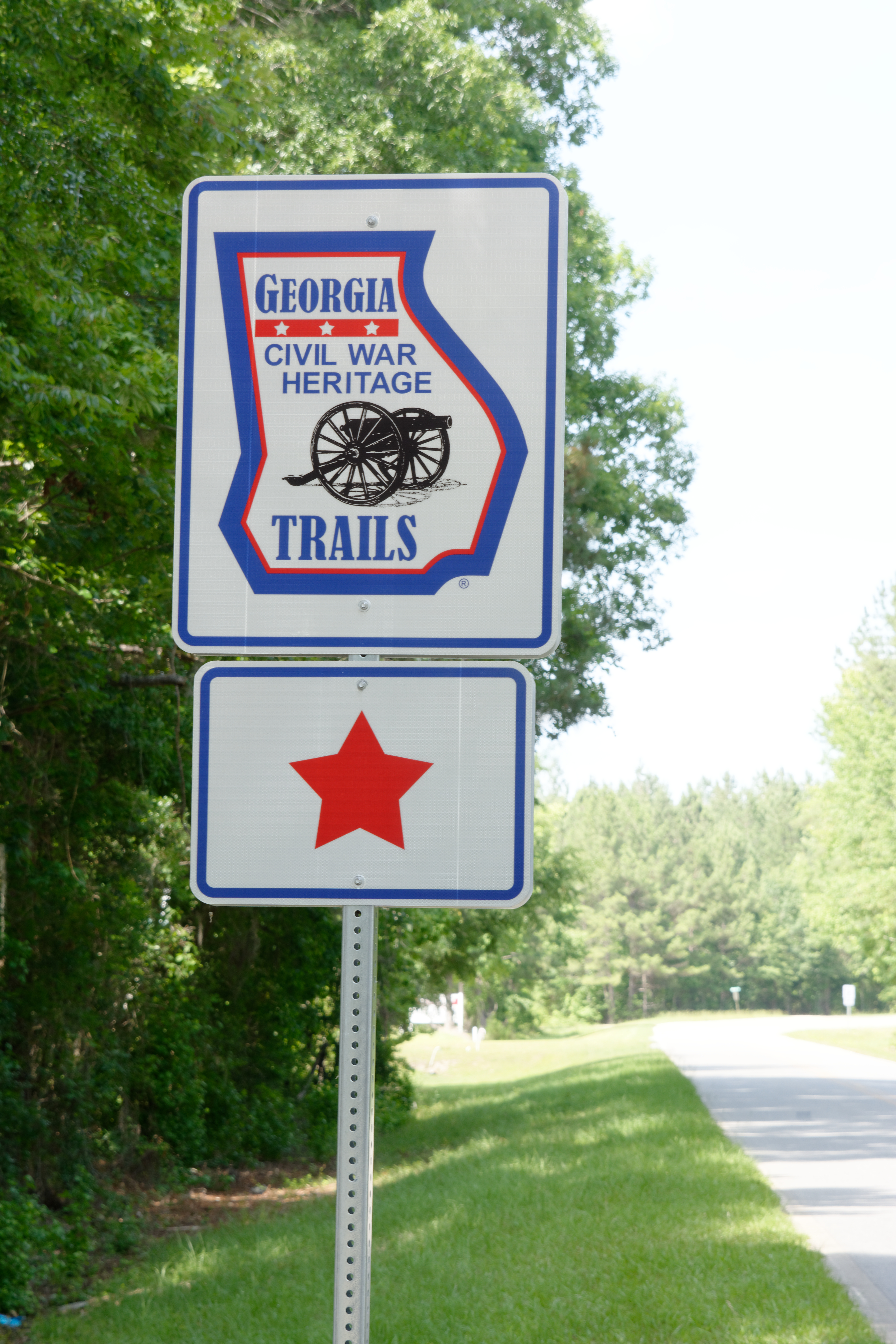
Cartello segnaletico storico.

La guerra lasciò la maggior parte della Georgia devastata, con molti morti e feriti, e l'economia dello Stato nel caos. Gli schiavi ebbero garantita la loro emancipazione nel 1865 e la Ricostruzione ebbe inizio immediatamente dopo che le ostilità erano cessate. La Georgia non rientrò a far parte dell'Unione fino al 15 giugno del 1870, quando anche l'ultimo degli ex Stati confederati fu riaccolto in seno agli Stati Uniti d'America.
Lo stato rimase afflitto dalla povertà fino al ventesimo secolo inoltrato.

## Eredità e commemorazioni
Molti dei campi di battaglia della guerra civile della Georgia, in particolare quelli di Atlanta, sono andati perduti nello sviluppo dell'urbanistica contemporanea; tuttavia un certo numero di siti sono stati ben conservati, tra cui il Chickamauga and Chattanooga National Military Park e il Kennesaw Mountain National Battlefield Park. Altri siti comprendono le Stone Mountain, il Fort Pulaski National Monument e l'Atlanta Cyclorama and Civil War Museum, nonché il Confederate Memorial Park di Albany (Georgia).
Un certo numero di ville e piantagioni in architettura antebellica si sono conservate e vengono aperte al pubblico, in particolare intorno ad Atlanta e Savannah. Porzioni della Western and Atlantic Railroad hanno marcatori storici che commemorano gli eventi occorsi, compresi diversi siti associati al Raid di Andrews (il grande inseguimento in locomotiva).
Un'altra area vicino ad Atlanta si trova nello Sweet Water Creek State Park della Contea di Douglas. In questa posizione vi è anche uno degli ultimi edifici che hanno continuato a rimanere in piedi anche dopo essere stati incendiati dall'esercito del generale Sherman, il New Manchester Mill.

### Fonti primarie
- Bailey, Anne J. and Walter J. Fraser. Portraits of Conflict: A Photographic History of Georgia in the Civil War (1996)
- Myers, Robert Manson, ed. The Children of Pride: A True Story of Georgia and the Civil War (1972)
- "Rebel Yell: The Civil War Diary of John Thomas Whatley, CSA"., edited by John Wilson Cowart, is the diary of a confederate soldier whose work included preparing for the defense of Savannah, Georgia. The diary documents his life from March 2, 1862, till November 27, 1864.